# Essayprijs van de gemeente Amsterdam
De Essayprijs van de gemeente Amsterdam is een jaarlijkse prijs voor een essay of essaybundel.
De prijs is in 1947 ingesteld en tot en met 1971 toegekend. In 1972 is de prijs voortgezet als de Busken Huetprijs.

## Gelauwerden
- 1971 T.A. van Dijk voor Taal, tekst, teken
- 1969 Rudy Kousbroek voor Revolutie in een industrie-staat
- 1967 H. Drion voor Het conservatieve hart
- 1965 H.A. Gomperts voor De geheime tuin
- 1965 Henk Romijn Meijer voor Bij de dood van Willem Carlos Williams
- 1963 J. Kamerbeek jr. voor Creatieve wedijver
- 1961 H.A. Gomperts voor De schok der herkenning
- 1961 Piet Calis voor Napoleon van het Leidseplein
- 1959 Jeanne van Schaik-Willing voor Na afloop
- 1959 Rob Nieuwenhuys voor De zaak Lebak na honderd jaar
- 1957 Paul Rodenko voor Tussen de regels
- 1956 Jan Engelman voor Twee maal Apollo
- 1956 Evert Straat voor Levend verleden, Antonia Machado
- 1955 R. Jacobsen (1876-1962) voor Kaleidoscoop
- 1955 J.C. Brandt Corstius voor De nieuwe beweging
- 1954 G.H.M. van Huet voor Lezen en laten lezen (eerste en tweede bundel)
- 1954 S. Vestdijk voor Essays in duodecimo
- 1953 niet toegekend
- 1951 niet toegekend
- 1949 W.F. Hermans voor Fenomenologie van de pin-up girl
- 1948 niet toegekend
- 1947 Fokke Sierksma voor Poëzie als ernst